# Argentina en la Copa Mundial de Rugby de 2011

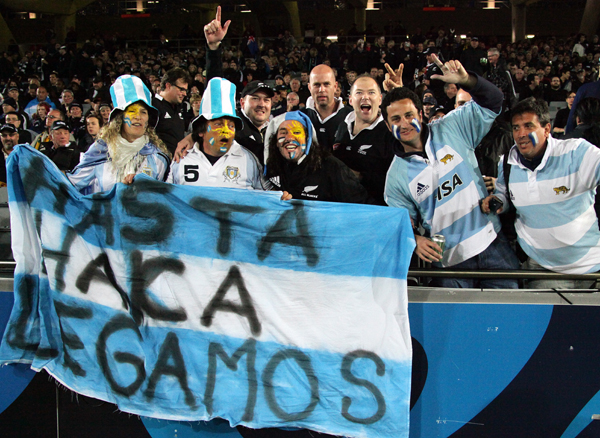
Argentinos en el Eden Park, 9 de octubre de 2011.

La Selección de rugby de Argentina fue una de los 20 países que participaron de la Copa Mundial de Rugby de 2011 que se realizó en Nueva Zelanda por segunda ocasión.
En su séptima participación, los Pumas eliminaron en la fase de grupos al XV del Cardo y cayeron en cuartos de final ante los All Blacks. Fue el cuarto mejor rendimiento del seleccionado en su historia.

## Plantel
Santiago Phelan tuvo como asistente a Fabián Turnes. En el primer partido se lesionó Gonzalo Tiesi y fue reemplazado por Lucas Borges.
|                             | Jugador                     | Edad    | Posición      | Tests | Equipo                         |
| --------------------------- | --------------------------- | ------- | ------------- | ----- | ------------------------------ |
| Hookers y Pilares           |                             |         |               |       |                                |
|                             | Marcos Ayerza               | 28 años | Pilar         | ?     | Leicester Tigers               |
|                             | Maximiliano Bustos          | 25 años | Pilar         | ?     | Montpellier Hérault Rugby Club |
|                             | Agustín Creevy              | 26 años | Hooker        | ?     | Montpellier Hérault Rugby Club |
| 3                           | Juan Figallo                | 23 años | Pilar         | 4     | Montpellier Hérault Rugby Club |
| 2                           | Mario Ledesma               | 38 años | Hooker        | ?     | Libre                          |
| 1                           | Rodrigo Roncero             | 34 años | Pilar         | ?     | Stade Français Paris           |
|                             | Martín Scelzo               | 35 años | Pilar         | ?     | Sporting Union Agen            |
| Segundas líneas             |                             |         |               |       |                                |
| 5                           | Patricio Albacete           | 30 años | Segunda línea | ?     | Stade Toulousain               |
| 4                           | Manuel Carizza              | 27 años | Segunda línea | ?     | Biarritz Olympique Pays Basque |
|                             | Mariano Galarza             | 24 años | Segunda línea | ?     | Pampas XV                      |
|                             | Tomás Vallejos Cinalli      | 26 años | Segunda línea | ?     | Harlequins FC                  |
| Alas y Octavos              |                             |         |               |       |                                |
|                             | Alejandro Campos            | 28 años | Ala           | ?     | Pueyrredón Rugby Club          |
| 6                           | Julio Farías Cabello        | 33 años | Ala           | ?     | Tucumán Rugby Club             |
|                             | Juan Fernández Lobbe        | 29 años | Octavo        | ?     | Rugby-Club Toulonnais          |
|                             | Genaro Fessia               | 30 años | Ala           | 10    | Wasps RFC                      |
| 7                           | Juan Leguizamón             | 28 años | Ala           | ?     | Lyon Olympique                 |
| 8                           | Leonardo Senatore           | 27 años | Octavo        | ?     | Rugby-Club Toulonnais          |
| Medios scrum                |                             |         |               |       |                                |
|                             | Alfredo Lalanne             | 28 años | Medio scrum   | ?     | London Scottish                |
| 9                           | Nicolás Vergallo            | 28 años | Medio scrum   | ?     | Stade Toulousain               |
| Aperturas y Centros         |                             |         |               |       |                                |
| 13                          | Marcelo Bosch               | 27 años | Centro        | ?     | Biarritz Olympique Pays Basque |
| 12                          | Felipe Contepomi            | 34 años | Centro        | ?     | Stade Français Paris           |
| 10                          | Santiago Fernández          | 25 años | Apertura      | ?     | Montpellier Hérault Rugby Club |
|                             | Agustín Gosio               | 28 años | Centro        | ?     | London Scottish                |
|                             | Nicolás Sánchez             | 22 años | Apertura      | ?     | Union Bordeaux Bègles          |
|                             | Gonzalo Tiesi               | 26 años | Centro        | ?     | Stade Français Paris           |
| Fullbacks y Wings           |                             |         |               |       |                                |
| 11                          | Horacio Agulla              | 26 años | Wing          | ?     | Leicester Tigers               |
|                             | Lucas Borges                | 31 años | Wing          | ?     | Club Pucará                    |
| 14                          | Gonzalo Camacho             | 27 años | Wing          | ?     | Exeter Chiefs                  |
|                             | Lucas González Amorosino    | 25 años | Fullback      | ?     | Montpellier Hérault Rugby Club |
|                             | Juan Imhoff                 | 23 años | Wing          | ?     | Racing 92                      |
| 15                          | Martín Rodríguez Gurruchaga | 25 años | Fullback      | ?     | Stade Français Paris           |
| Entrenador: Santiago Phelan |                             |         |               |       |                                |

## Participación
Argentina integró el Grupo B junto con la súper potencia Inglaterra, la fuerte Escocia y las débiles Georgia y Rumania.
| Posición | Selección  | Partidos | Partidos | Partidos  | Partidos | Tries a favor | Tantos  | Tantos    | Tantos     | Puntos extra | Puntos |
| Posición | Selección  | jugados  | ganados  | empatados | perdidos | Tries a favor | a favor | en contra | diferencia | Puntos extra | Puntos |
| -------- | ---------- | -------- | -------- | --------- | -------- | ------------- | ------- | --------- | ---------- | ------------ | ------ |
| 1        | Inglaterra | 4        | 4        | 0         | 0        | 18            | 137     | 34        | +103       | 2            | 18     |
| 2        | Argentina  | 4        | 3        | 0         | 1        | 10            | 90      | 40        | +50        | 2            | 14     |
| 3        | Escocia    | 4        | 2        | 0         | 2        | 4             | 73      | 59        | +14        | 3            | 11     |
| 4        | Georgia    | 4        | 1        | 0         | 3        | 3             | 48      | 90        | −42        | 0            | 4      |
| 5        | Rumania    | 4        | 0        | 0         | 4        | 3             | 44      | 169       | −125       | 0            | 0      |

### Cuartos de final
| 9 de octubre de 2011 | Nueva Zelanda                                                                                      | 33 – 10 (12-7) | Argentina                                                   | Eden Park, Auckland                                     |                                                         |
| 20:30                | Tries Read 66' Thorn 76' Conversión Cruden 77' Penales Weepu (7) 13', 26', 36', 40', 50', 59', 73' | Reporte        | Try 32' Farías Cabello Conversión Contepomi Penal 46' Bosch | Asistencia: 57.192 espectadores Árbitro(s): Nigel Owens | Asistencia: 57.192 espectadores Árbitro(s): Nigel Owens |

## Legado
La eliminación de Escocia provocó que Argentina sea considerada la séptima nación más fuerte de la historia: detrás de Nueva Zelanda, Sudáfrica, Australia, Inglaterra, Francia y Gales. Fue el último mundial de los históricos: Patricio Albacete, Felipe Contepomi, Mario Ledesma (quien es el jugador argentino más viejo en un mundial), Rodrigo Roncero y Martín Scelzo.